# Новоперсиановка
Новоперсиановка — посёлок в Октябрьском районе Ростовской области.
Входит в состав Красюковского сельского поселения.

## География

### Улицы
| - ул. Гагарина - ул. Гвардейская - ул. Запасного - ул. Клубная - ул. Колпакова - ул. Комсомольская - ул. Лесная - ул. Мира - ул. Молодёжная - ул. Московская - ул. Новая | - ул. Павловская - ул. Парковая - ул. Полевая - ул. Советская - ул. Спортивная - ул. Степная - ул. Транспортная - ул. Центральная - ул. Чехова - ул. Школьная - ул. Юбилейная |

## Население
| 2010 |
| ---- |
| 1105 |

## Социальная сфера
В Новоперсиановке находится школа № 68, а также сельская библиотека.

## Интересные факты
Космонавт Скотт Келли сфотографировал из космоса покрытые снегом сельскохозяйственные поля Новоперсиановки, показавшиеся ему очень красивыми.